# Szczęki 3
Szczęki III (ang. Jaws 3 D) – amerykański thriller z 1983 roku. Sequel filmu Szczęki 2.
Film zyskał negatywne oceny od krytyków. Serwis Rotten Tomatoes przyznał mu wynik 13%, czyli „zgniły”.

## Fabuła
Akcja toczy się w parku morskim na Florydzie, gdzie młodzi biolodzy zajmują się badaniami zwierząt morskich. Wśród nich jest Mike, syn szeryfa Brody'ego. Trwają pracę nad otwarciem wielkiego parku rozrywki. Nowym nabytkiem parku jest młody żarłacz biały. Jednak wkrótce pojawia się olbrzymia mama małego rekina, która terroryzuje ludzi. 

## Obsada
- Dennis Quaid – Mike Brody
- Bess Armstrong – Kathryn Morgan
- Simon MacCorkindale – Philip FitzRoyce
- Louis Gossett Jr. – Calvin Bouchard
- John Putch – Sean Brody
- Lea Thompson – Kelly Ann Bukowski
- P.H. Moriarty – Jack Tate
- Dan Blasko – Dan
- Liz Morris – Liz
- Lisa Maurer – Ethel